# فيليس سمرفيل
فيليس سمرفيل (بالإنجليزية: Phyllis Somerville)‏ مواليد 1 يناير 1944 في آيوا سيتي، آيوا، هي ممثلة أمريكية.

## الأعمال

### أفلام
- حالة بنجامين بوتون الغريبة
- الأطفال الصغار
- قانون
- السوبرانوز
- الجنس والمدينة
- حياة واحدة للعيش
- قانون
- آرثر

## روابط خارجية
- فيليس سمرفيل على موقع IMDb (الإنجليزية)
- فيليس سمرفيل على موقع روتن توميتوز (الإنجليزية)
- فيليس سمرفيل على موقع ألو سيني (الفرنسية)
- فيليس سمرفيل على موقع أول موفي (الإنجليزية)
- فيليس سمرفيل على موقع قاعدة بيانات برودواي على الإنترنت (الإنجليزية)
- فيليس سمرفيل على موقع قاعدة بيانات الأفلام السويدية (السويدية)
- فيليس سمرفيل على موقع قاعدة بيانات الفيلم (الإنجليزية)
- فيليس سمرفيل على موقع كينوبويسك (الروسية)